# Théophile Périer
Pour les articles homonymes, voir Périer.
Théophile Périer, né en 1797 et mort le 7 mai 1863 à Bormes-les-Mimosas,, est un homme d'affaires, négociant, armateur et l'un des fondateurs de la Compagnie des Messageries maritimes. 

## Biographie
Il crée en 1836 la société Théophile Périer et Compagnie, dont les six navires à vapeur desservent principalement les côtes espagnoles. Celle-ci est en 1846 rachetée par une autre compagnie maritime, la Compagnie Bazin, pour former la Compagnie Bazin et Périer . Enthousiaste vis-à-vis des nouvelles possibilités offertes par la machine à vapeur, il investit dans des entreprises ferroviaires dans le sud de la France auprès notamment de James de Rothschild. Il participe aussi en 1839 au capital de la société de construction navale Louis Berthin et compagnie, à La Ciotat et y fait construire en 1841 le Phocéen II, premier vapeur de Méditerranée, sur lequel aient été installées des machines, construites à La Ciotat. 
En 1851 il est un investisseur important dans les Messageries maritimes dont il détient soixante-dix actions, soit 350 000 francs de capital. Il fait par la suite partie de son comité de direction. Toujours en 1851 il acquiert avec Émile Martin, maître des forges du Nivernais, la bastide dite « Château Fallet », une demeure remarquable, construite au milieu du XVIIe siècle et située dans le quartier de l'Estaque à Marseille.
En 1858, il fait construire un château sur ses terrains du centre-ville de Marseille, qui abritera après 1909 un lycée qui deviendra le lycée Périer, à son nom. Il a aussi donné son nom au boulevard Périer avoisinant.  